# أوليفر درايفر
أوليفر درايفر (بالإنجليزية: Oliver Driver)‏ هو مقدم تلفزيوني وممثل نيوزيلندي، ولد في 22 نوفمبر 1974 في نيوزيلندا.

## وصلات خارجية
- الموقع الرسمي
- أوليفر درايفر على موقع IMDb (الإنجليزية)
- أوليفر درايفر على موقع ألو سيني (الفرنسية)
- أوليفر درايفر على موقع أول موفي (الإنجليزية)
- أوليفر درايفر على موقع قاعدة بيانات الأفلام السويدية (السويدية)
- أوليفر درايفر على موقع قاعدة بيانات الفيلم (الإنجليزية)
- أوليفر درايفر على موقع ليتربوكسد (الإنجليزية)
- أوليفر درايفر على موقع كينوبويسك (الروسية)